# Tornei di tennis femminili nel 1885
Prima della nascita del WTA Tour, ossia l'apertura alle tenniste professioniste dei tornei che prima di quell'anno erano riservati alle tenniste dilettanti, tutti gli eventi più importanti erano amatoriali, tra questi c'erano i tornei del Grande Slam: il Torneo di Wimbledon e gli U.S. National Championships.

## Gennaio
Nessun evento

## Febbraio
Nessun evento

## Marzo
Nessun evento

## Aprile
Nessun evento

## Maggio
| Settimana | Torneo                                                                      | Vincitore                                                 | Finalista                            | Semifinalisti | Eliminati ai quarti |
| --------- | --------------------------------------------------------------------------- | --------------------------------------------------------- | ------------------------------------ | ------------- | ------------------- |
| 7 maggio  | New South Wales Championships 1885 Sydney, Gran Bretagna Singolare - Doppio | Annie Lamb 6-5 6-4                                        | Miss Gordon                          |               |                     |
| 7 maggio  | New South Wales Championships 1885 Sydney, Gran Bretagna Singolare - Doppio |                                                           |                                      |               |                     |
| 7 maggio  | New South Wales Championships 1885 Sydney, Gran Bretagna Singolare - Doppio | Doppio misto: Annie Lamb Charles William Cropper 6–1, 6–1 | Nellie Want William John Bush Salmon |               |                     |
| 25 maggio | Torneo di Whitehouse 1885 Edimburgo, Gran Bretagna Singolare - Doppio       | Jane Meikle 6-0 6-0                                       | J Ferguson                           |               |                     |
| 25 maggio | Torneo di Whitehouse 1885 Edimburgo, Gran Bretagna Singolare - Doppio       |                                                           |                                      |               |                     |
| 26 maggio | Irish Championships 1885 Dublino, Irlanda Singolare - Doppio                | Maud Watson 6-2 4-6 6-3                                   | Louisa Martin                        |               |                     |
| 26 maggio | Irish Championships 1885 Dublino, Irlanda Singolare - Doppio                | Lillian Watson Maud Watson 6-2 6-4                        | Adela Langrishe May Langrishe        |               |                     |
| 26 maggio | Irish Championships 1885 Dublino, Irlanda Singolare - Doppio                | Doppio misto: Maud Watson William Renshaw 6-4 6-1 6-4     | Miss Ramsay Ernest Browne            |               |                     |
| 30 maggio | West of England Championships 1885 Bath, Gran Bretagna Singolare - Doppio   | Grace Gibbs 2-6 6-4 6-0                                   | Edith Davies                         |               |                     |
| 30 maggio | West of England Championships 1885 Bath, Gran Bretagna Singolare - Doppio   | Edith Gurney Grace Gibbs 6-4 6-3                          | C Bennett M Wilder                   |               |                     |
| 30 maggio | West of England Championships 1885 Bath, Gran Bretagna Singolare - Doppio   | Doppio misto: Miss Carpenter Donald Stewart 6-3 7-5       | Miss Knightley WC Taylor             |               |                     |

## Giugno
| Settimana | Torneo                                                                                  | Vincitore                                                     | Finalista                        | Semifinalisti | Eliminati ai quarti |
| --------- | --------------------------------------------------------------------------------------- | ------------------------------------------------------------- | -------------------------------- | ------------- | ------------------- |
| 6 giugno  | Torneo di Cheltenham 1885 Cheltenham, Gran Bretagna Singolare - Doppio                  | Maud Watson 6-2 6-3                                           | Connie Butler                    |               |                     |
| 6 giugno  | Torneo di Cheltenham 1885 Cheltenham, Gran Bretagna Singolare - Doppio                  | Connie Butler Louisa Martin 6-4 6-5                           | Edith Davies Florence Mardall    |               |                     |
| 6 giugno  | Torneo di Cheltenham 1885 Cheltenham, Gran Bretagna Singolare - Doppio                  | Doppio misto: Margaret Bracewell William Renshaw 11-9 6-2 6-3 | Beatrice Langrishe Charles Sweet |               |                     |
| 13 giugno | London Athletic Club Championships 1885 Londra, Gran Bretagna Singolare - Doppio        | Maud Watson 6-2, 6-3                                          | Lillian Watson                   |               |                     |
| 13 giugno | London Athletic Club Championships 1885 Londra, Gran Bretagna Singolare - Doppio        |                                                               |                                  |               |                     |
| 13 giugno | London Athletic Club Championships 1885 Londra, Gran Bretagna Singolare - Doppio        | Doppio misto: Maud Watson Harry Grove 6-2 6-2                 | Blanche Bingley E. Barrat-Smith  |               |                     |
| 13 giugno | Kilkenny County and City Tournament 1885 Archersfield, Irlanda Singolare - Doppio       | May Langrishe 6-1 6-8 6-4                                     | Miss Neville                     |               |                     |
| 13 giugno | Kilkenny County and City Tournament 1885 Archersfield, Irlanda Singolare - Doppio       |                                                               |                                  |               |                     |
| 17 giugno | Torneo di Acton Vale 1885 East Acton, Gran Bretagna Singolare - Doppio                  | Blanche Bingley 6-0 6-2                                       | Miss Day                         |               |                     |
| 17 giugno | Torneo di Acton Vale 1885 East Acton, Gran Bretagna Singolare - Doppio                  |                                                               |                                  |               |                     |
| 19 giugno | Torneo di Leamington 1885 Leamington, Gran Bretagna Singolare - Doppio                  |                                                               |                                  |               |                     |
| 19 giugno | Torneo di Leamington 1885 Leamington, Gran Bretagna Singolare - Doppio                  |                                                               |                                  |               |                     |
| 19 giugno | Torneo di Leamington 1885 Leamington, Gran Bretagna Singolare - Doppio                  | Doppio misto: Mrs Clarke JC Kay 7-5 1-6 8-6                   | Miss Edlmann H Emmons            |               |                     |
| 19 giugno | Torneo di Waterloo 1885 Liverpool, Gran Bretagna Singolare - Doppio                     | Lottie Dod 6-4 6-2                                            | Margaret Bracewell               |               |                     |
| 19 giugno | Torneo di Waterloo 1885 Liverpool, Gran Bretagna Singolare - Doppio                     | Ann Dod Lottie Dod 6-4 6-1 7-5                                | Margaret Bracewell Edith Davies  |               |                     |
| 19 giugno | Torneo di Waterloo 1885 Liverpool, Gran Bretagna Singolare - Doppio                     | Doppio misto: Lottie Dod Mr Edmondson 6-1 8-6                 | Miss Cornelius Mr Brown          |               |                     |
| 20 giugno | Brincliffe Lawn Tennis Club Tournament 1885 Sheffield, Gran Bretagna Singolare - Doppio | Beatrice Wood 6-1 6-0                                         | Florence Mardall                 |               |                     |
| 20 giugno | Brincliffe Lawn Tennis Club Tournament 1885 Sheffield, Gran Bretagna Singolare - Doppio |                                                               |                                  |               |                     |
| 20 giugno | Brincliffe Lawn Tennis Club Tournament 1885 Sheffield, Gran Bretagna Singolare - Doppio | Doppio misto: Florence Mardall John Charles Kay 7-5 3-6 6-4   | Miss Hobson Hamilton A. Emmons   |               |                     |
| 27 giugno | Northern Championships 1885 Manchester, Gran Bretagna Singolare - Doppio                | Maud Watson 6-3 6-3                                           | Edith Davies                     |               |                     |
| 27 giugno | Northern Championships 1885 Manchester, Gran Bretagna Singolare - Doppio                | Ann Dod Lottie Dod                                            |                                  |               |                     |
| 27 giugno | Northern Championships 1885 Manchester, Gran Bretagna Singolare - Doppio                | Doppio misto: Maud Watson William Renshaw 6-2 6-3             | Margaret Bracewell James Dwight  |               |                     |

## Luglio
| Settimana | Torneo                                                                                              | Vincitore                                                     | Finalista                       | Semifinalisti | Eliminati ai quarti |
| --------- | --------------------------------------------------------------------------------------------------- | ------------------------------------------------------------- | ------------------------------- | ------------- | ------------------- |
| 3 luglio  | Edgbaston Croquet and Lawn Tennis Club Tournament 1885 Birmingham, Gran Bretagna Singolare - Doppio | Margaret Bracewell 6-3 6-2                                    | Mary Steedman                   |               |                     |
| 3 luglio  | Edgbaston Croquet and Lawn Tennis Club Tournament 1885 Birmingham, Gran Bretagna Singolare - Doppio | Bertha Steedman Mary Steedman 6-4 6-4                         | Margaret Bracewell F. Mardall   |               |                     |
| 3 luglio  | Edgbaston Croquet and Lawn Tennis Club Tournament 1885 Birmingham, Gran Bretagna Singolare - Doppio | Doppio misto: Margaret Bracewell W.W. Chamberlain 6-3 6-1 6-1 | Beatrice Langrishe W.H. Mahon   |               |                     |
| 17 luglio | Torneo di Wimbledon 1885 Londra, Gran Bretagna Singolare                                            | Maud Watson 6-1 7-5                                           | Blanche Bingley                 |               |                     |
| 25 luglio | Chiswick Park Tournament 1885 Londra, Gran Bretagna Singolare - Doppio                              | Edith Gurney 1-6 7-5 6-0                                      | Blanche Bingley                 |               |                     |
| 25 luglio | Chiswick Park Tournament 1885 Londra, Gran Bretagna Singolare - Doppio                              |                                                               |                                 |               |                     |
| 25 luglio | Chiswick Park Tournament 1885 Londra, Gran Bretagna Singolare - Doppio                              | Doppio misto: Blanche Bingley Harry Grove 6-3 4-6 6-4         | Beatrice Langrishe Ernest Lewis |               |                     |
| 25 luglio | Northumberland Championships 1885 Newcastle, Gran Bretagna Singolare - Doppio                       |                                                               |                                 |               |                     |
| 25 luglio | Northumberland Championships 1885 Newcastle, Gran Bretagna Singolare - Doppio                       | Connie Butler Miss Marley 3-6 6-2 6-4                         | Miss Cheese E. Cheese           |               |                     |
| 25 luglio | Northumberland Championships 1885 Newcastle, Gran Bretagna Singolare - Doppio                       | Doppio misto: Connie Butler C Liddell 6-2 3-6 6-3             | W. Fenwick John Galbraith Horn  |               |                     |
| 25 luglio | Torneo di Leicester 1885 Leicester, Gran Bretagna Singolare - Doppio                                | Margaret Bracewell 6-2 8-6                                    | Agnes Watts                     |               |                     |
| 25 luglio | Torneo di Leicester 1885 Leicester, Gran Bretagna Singolare - Doppio                                |                                                               |                                 |               |                     |
| 25 luglio | Torneo di Leicester 1885 Leicester, Gran Bretagna Singolare - Doppio                                | Doppio misto: Margaret Bracewell W.W. Chamberlain 6-2 6-1     | Agnes Watts Frederick Watts     |               |                     |

## Agosto
| Settimana | Torneo                                                                         | Vincitore                                                | Finalista                         | Semifinalisti | Eliminati ai quarti |
| --------- | ------------------------------------------------------------------------------ | -------------------------------------------------------- | --------------------------------- | ------------- | ------------------- |
| 6 agosto  | Torneo di Darlington 1885 Darlington, Gran Bretagna Singolare - Doppio         | Florence Stanuell 6-0 7-5                                | Connie Butler                     |               |                     |
| 6 agosto  | Torneo di Darlington 1885 Darlington, Gran Bretagna Singolare - Doppio         | Connie Butler Miss Marley 6-4 0-6 6-3                    | Miss Langley Mrs C.J. Smith       |               |                     |
| 6 agosto  | Torneo di Darlington 1885 Darlington, Gran Bretagna Singolare - Doppio         | Doppio misto: Connie Butler Patrick Bowes-Lyon 6-4 6-1   | Florence Stanuell Howard G. Pease |               |                     |
| 14 agosto | Torneo di East Grinstead 1885 East Grinstead, Gran Bretagna Singolare - Doppio | Blanche Bingley 6-2 5-7 6-3                              | Edith Davies                      |               |                     |
| 14 agosto | Torneo di East Grinstead 1885 East Grinstead, Gran Bretagna Singolare - Doppio | Blanche Bingley Beatrice Langrishe 5-7 6-4 6-3 6-3       | Margaret Bracewell Edith Davies   |               |                     |
| 14 agosto | Torneo di East Grinstead 1885 East Grinstead, Gran Bretagna Singolare - Doppio | Doppio misto: Blanche Bingley Harry Grove 7-5 6-2        | Margaret Bracewell James Dwight   |               |                     |
| 18 agosto | Torneo di Bournemouth 1885 Bournemouth, Gran Bretagna Singolare - Doppio       | Mrs Surman Mrs Hornby titolo condiviso                   |                                   |               |                     |
| 18 agosto | Torneo di Bournemouth 1885 Bournemouth, Gran Bretagna Singolare - Doppio       |                                                          |                                   |               |                     |
| 22 agosto | Torneo di Scarborough 1885 Scarborough, Gran Bretagna Singolare - Doppio       | Mabel Boulton 6-2 6-2                                    | Beatrice Wood                     |               |                     |
| 22 agosto | Torneo di Scarborough 1885 Scarborough, Gran Bretagna Singolare - Doppio       | Margaret Bracewell Mrs Hill 6-4 6-4                      | Mabel Boulton Miss Cornford       |               |                     |
| 22 agosto | Torneo di Scarborough 1885 Scarborough, Gran Bretagna Singolare - Doppio       | Doppio misto: Margaret Bracewell William Renshaw 6-1 9-7 | Mrs Hill Ernest Browne            |               |                     |
| 22 agosto | Torneo di Moffat 1885 Moffat, Gran Bretagna Singolare - Doppio                 | Ann Dod 6-0 6-0                                          | J. Forrest                        |               |                     |
| 22 agosto | Torneo di Moffat 1885 Moffat, Gran Bretagna Singolare - Doppio                 | Miss Cornelius Ann Dod 6-2 7-5                           | Miss Fyfe G. Fyfe                 |               |                     |
| 22 agosto | Torneo di Moffat 1885 Moffat, Gran Bretagna Singolare - Doppio                 | Doppio misto: L. Murray W. Ferguson 0-6 7-5 6-3          | H. Lyell B.S. Cave                |               |                     |
| 29 agosto | Derbyshire Championships 1885 Buxton, Gran Bretagna Singolare - Doppio         | Blanche Bingley 6-3 6-3                                  | Louisa Martin                     |               |                     |
| 29 agosto | Derbyshire Championships 1885 Buxton, Gran Bretagna Singolare - Doppio         | Margaret Bracewell Agnes Watts 3-6 6-2 6-4               | Connie Butler Louisa Martin       |               |                     |
| 29 agosto | Derbyshire Championships 1885 Buxton, Gran Bretagna Singolare - Doppio         | Doppio misto: Margaret Bracewell William Renshaw 6-2 6-0 | Edith Davies James Dwight         |               |                     |

## Settembre
| Settimana    | Torneo                                                                       | Vincitore                                             | Finalista                   | Semifinalisti | Eliminati ai quarti |
| ------------ | ---------------------------------------------------------------------------- | ----------------------------------------------------- | --------------------------- | ------------- | ------------------- |
| 17 settembre | Devonshire Park Tournament 1885 Eastbourne, Gran Bretagna Singolare - Doppio | Blanche Bingley 6-1 6-0                               | Ada Strapp                  |               |                     |
| 17 settembre | Devonshire Park Tournament 1885 Eastbourne, Gran Bretagna Singolare - Doppio |                                                       |                             |               |                     |
| 17 settembre | Devonshire Park Tournament 1885 Eastbourne, Gran Bretagna Singolare - Doppio | Doppio misto: Edith Gurney William C. Taylor walkover | Blanche Bingley Harry Grove |               |                     |
| 26 settembre | Sussex Championships 1885 Brighton, Gran Bretagna Singolare - Doppio         | EF Hudson 5-6 6-0 6-1                                 | C Bryan                     |               |                     |
| 26 settembre | Sussex Championships 1885 Brighton, Gran Bretagna Singolare - Doppio         | Blanche Bingley Edith Gurney                          | Miss Bridges Elsie Lane     |               |                     |
| 26 settembre | Sussex Championships 1885 Brighton, Gran Bretagna Singolare - Doppio         | Doppio misto: C Bryan Charles H.A. Ross 3-6 6-1 6-1   | EF Hudson ER Hudson         |               |                     |

## Ottobre
| Settimana      | Torneo                                                               | Vincitore       | Finalista      | Semifinalisti | Eliminati ai quarti |
| -------------- | -------------------------------------------------------------------- | --------------- | -------------- | ------------- | ------------------- |
|                | Victorian Championships 1885 Melbourne, Australia Singolare - Doppio | Mabel Shaw 13-7 | Miss Patterson |               |                     |
| Lydiard Wilson | Victorian Championships 1885 Melbourne, Australia Singolare - Doppio |                 |                |               |                     |

## Novembre
Nessun evento

## Dicembre
Nessun evento

## Senza data
| Settimana | Torneo                                                                      | Vincitore        | Finalista | Semifinalisti | Eliminati ai quarti |
| --------- | --------------------------------------------------------------------------- | ---------------- | --------- | ------------- | ------------------- |
|           | Ealing Lawn Tennis Tournament 1884 Londra, Gran Bretagna Singolare - Doppio | Charlotte Cooper |           |               |                     |
|           | Ealing Lawn Tennis Tournament 1884 Londra, Gran Bretagna Singolare - Doppio |                  |           |               |                     |
|           | Natal Championships 1884 Durban, Sudafrica Singolare - Doppio               | Mabel Grant 18-8 | L. Button |               |                     |
|           | Natal Championships 1884 Durban, Sudafrica Singolare - Doppio               |                  |           |               |                     |